# Pamiat´ Azowa
Pamiat´ Azowa (ros. Память Азова) – krążownik I rangi rosyjskiej Floty Bałtyckiej (od lutego 1909 do marca 1919 nosił nazwę „Azow”).
Wszedł do służby w 1890. Nazwę przejął po rosyjskim flagowym okręcie żaglowym „Azow”, w cześć jego bohaterskich walk w bitwie morskiej pod Navarino w 1827.
W czasie rewolucji 1905–1906 marynarze przejęli dowództwo na okręcie 20 lipca 1906 i pod czerwoną flagą weszli do Rewla (obecnie Tallinn). Tam powstanie na okręcie zostało zdławione. 18 marynarzy skazano na śmierć, 12 skazano na katorgę, 28 sądzono i skazano na kary więzienia i kary dyscyplinarne.
W latach 1907–1917 okręt szkolny i baza pływająca okrętów podwodnych. Po rewolucji lutowej 1917 przyjął z powrotem nazwę „Pamiat´ Azowa”.
Zatopiony przez angielski kuter torpedowy typu CMB na redzie portu w Kronsztadzie w nocy 17/18 sierpnia 1919 podczas interwencji w wojnie domowej w Rosji.